# Электронный регулятор хода

Регулятор для автомодели 1/18

Электронный регулятор хода (англ. ESC, Electronic Speed Controller) — устройство для управления оборотами электродвигателя, применяемое на радиоуправляемых моделях с электрической силовой установкой.
Электронный регулятор хода позволяет плавно варьировать электрическую мощность, подаваемую на электродвигатель.
В отличие от более простых резистивных регуляторов хода (в настоящее время практически не применяются в моделизме), которые управляли мощностью двигателя путём включения в цепь последовательно с мотором активной нагрузки, превращающей избыточную мощность в тепло, электронный регулятор хода обладает значительно более высоким КПД, не расходуя энергию аккумуляторной батареи на бесполезный нагрев.

## Классификация
Электронные регуляторы хода в первую очередь классифицируются в зависимости от типа электродвигателя, для управления которыми предназначены:
- Для коллекторных электродвигателей;
- Для бесколлекторных электродвигателей как с датчиками Холла, так и без датчиков. В этом случае связка регулятора с двигателем является подвидом частотно-регулируемого привода.

В зависимости от типа моделей:
- Для моделей самолетов и мотопланеров;
- Для автомоделей;
- Для судомоделей.
- Для моделей вертолётов;

Все регуляторы также различаются в зависимости от максимального рабочего тока, напряжения батареи, возможностью работы с аккумуляторами различного типа.
Регуляторы хода для бесколлекторных электродвигателей принципиально отличаются от регуляторов хода для коллекторных моторов: помимо управления мощностью, подводимой к электромотору, они должны определять положение ротора в каждый момент времени, чтобы точно задавать фазы трех питающих напряжений, необходимых для работы бесколлекторного электромотора. Эти регуляторы обычно дороже регуляторов хода для коллекторных двигателей на ту же электрическую мощность. Регулятор хода бесколлекторных электромоторов обеспечивает работу только одного подключенного к нему бесколлекторного мотора, в то время как регулятор хода коллекторных моторов позволяет подсоединить к нему несколько коллекторных моторов последовательно или параллельно, с единственным ограничением, чтобы суммарный ток не превышал максимальный ток, на который рассчитан данный регулятор хода.
Регуляторы хода для судомоделей имеют дополнительную защиту от влаги и часто жидкостное охлаждение забортной водой, что является повсеместной практикой на всех типах моторизованных судов.
Регуляторы хода для автомоделей имеют развитый радиатор воздушного охлаждения и возможность реверса направления вращения электродвигателя.

## Общее описание
Как правило, на регуляторе также лежит задача обеспечения питанием приемника и всех сервоприводов. Силовые аккумуляторы имеют напряжение 7.4-48 В, в то время как для питания приборов и сервоприводов необходимо 5..6 В, поэтому в регулятор встраивается BEC (преобразователь напряжения), преобразующий напряжение ходового аккумулятора в более низкое. Мощность встроенного преобразователя напряжения ограничена 1,5-20 А.
Некоторые регуляторы могут иметь на корпусе кнопки для изменения параметров. Другие — настраиваются с помощью обычной аппаратуры управления моделью (путём последовательных манипуляций ручкой газа на передатчике аппаратуры радиоуправления). Некоторые фирмы выпускают специальные кабели для подключения регулятора к специальному настроечному пульту или персональному компьютеру для точной настройки.
Важная функция регулятора — Fail Safe. В случае, если модель потеряет сигнал от передатчика системы радиоуправления, например, при превышении дальности работы или помех в эфире, регулятор немедленно отключает двигатель, а сервомашинки переключаются в заранее выбранные позиции. Как правило, планирование по плавной нисходящей спирали. Эта функция в меньшей степени позволяет сохранить модель от аварии. Основные назначение — безопасность людей (особенно для крупных летательных аппаратов) и посадка ближе к моделисту, чем в случае с абсолютно неуправляемой моделью.

## Настраиваемые функции
- Гувернер (Governor) — в этом режиме регулируется не мощность, а обороты двигателя. Контроллер самостоятельно добавляет или убирает мощность при изменении нагрузки. Часто используется для радиоуправляемых вертолётов.
- Режим старта (Start mode) — быстрый, жёсткий, плавный. Режим замедляющий набор оборотов при старте двигателя. Требуется для двигателей с редукторами или тяжёлыми лопастями (например, крупные радиоуправляемые вертолёты).
- Время ускорения или задержка ускорения (Acceleration time или Acceleration delay) — настройка времени набора оборотов от нуля до максимума. Требуется для тех же случаев, что и настройка «Режим старта».
- Режим газа (Throttle type или Throttle mode) — настройка зависимости оборотов мотора от положения ручки газа. Может иметь автокалибровку.
- Тормоз (Brake) — включение/выключение режима торможения двигателем. Часто бывает рекуперативным. В некоторых контроллерах есть функции регулировки усилия торможения от 0 до 100 %. Основное предназначение — автомодели.
- Реверс (Reverse) — включение или выключение режима реверса двигателя. Преимущественно реверс используется для авто- и судо-моделей.
- Ограничение тока (Current limiting) — установка максимальной силы тока при превышении которой мощность будет ограничиваться или двигатель будет автоматически отключен.
- Напряжение выключения мотора (Cut-off voltage) — установка минимального напряжения аккумуляторной батареи при котором контроллер отключает двигатель для защиты батареи от глубокого разряда. Кроме того, эта функция позволяет обеспечить нормальное функционирование приёмника и сервомашинок при разряженной батарее выключив такой мощный потребитель, как ходовой двигатель.
- Тип выключения мотора (Cut-off mode) — мягкое или жёсткое выключение мотора при срабатывании защиты. Мягкий режим означает снижение мощности двигателя, а не выключение его. Часто применяется на радиоуправляемых моделях, почти обязательно на летающих. Снижение мощности сразу заметно пилоту и позволяет безопасно вернуть модель.
- Частота импульсов контроллера (PWM Frequency) — настройка позволяющая улучшить линейность регулирования частоты вращения двигателя. Применяется, как правило, для высокооборотных 3-4-х витковых моторов с малой индуктивностью.
- Опережение (Timing) — установка угла (0-30°) опережения коммутации обмоток. При регулировке изменяется мощность двигателя и (обратно пропорционально мощности) КПД.